# ザクセンハウゼン強制収容所

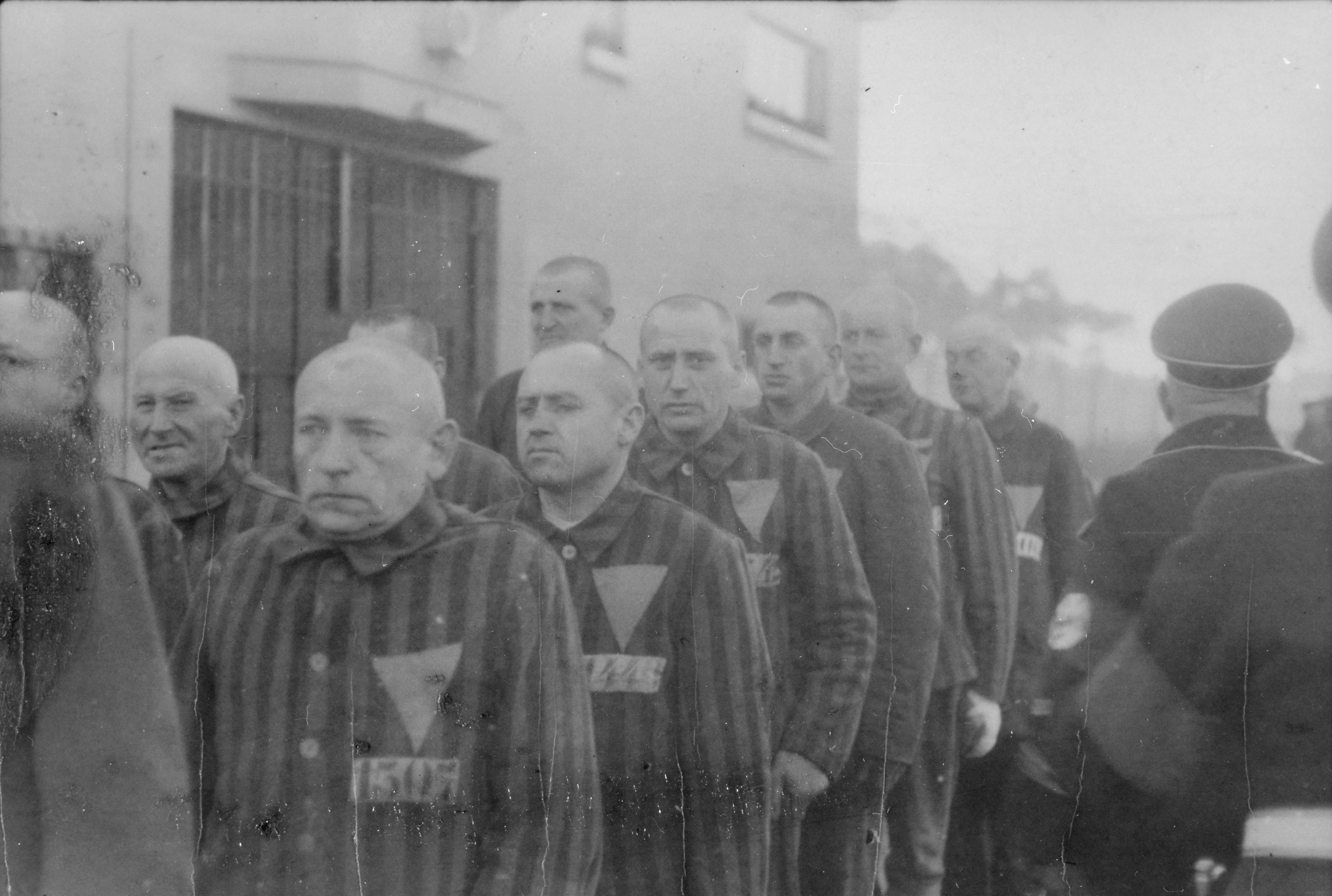
ザクセンハウゼンの囚人たち　1938年12月19日

ザクセンハウゼン強制収容所（独：Konzentrationslager Sachsenhausen）は、ナチス・ドイツが首都ベルリンの北部ブランデンブルク州オラニエンブルクに設置した強制収容所である。
1993年1月以降、ザクセンハウゼン追悼博物館（独：Gedenkstätte und Museum Sachsenhausen）となっている。

## 歴史

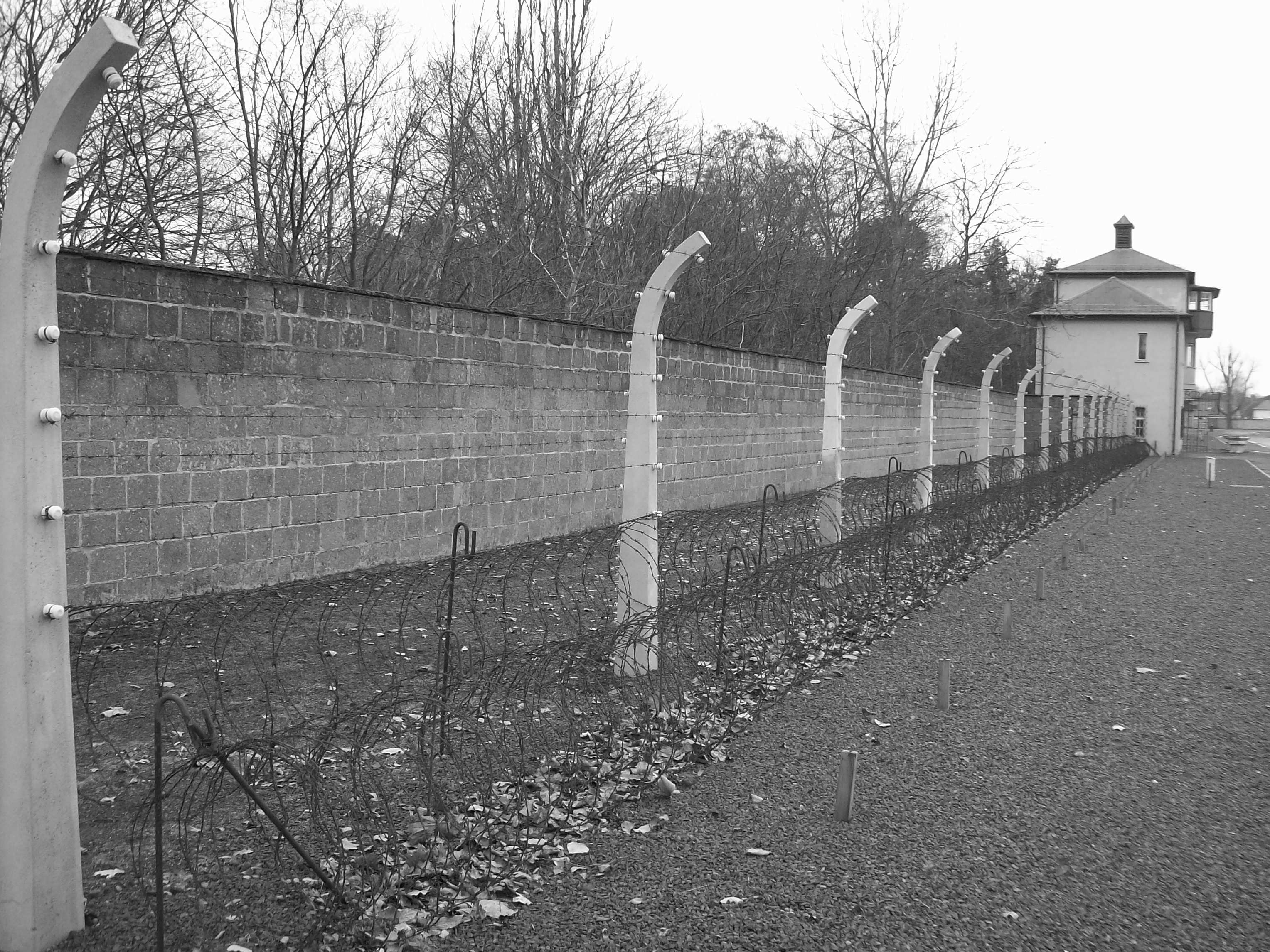
ザクセンハウゼン強制収容所を取り囲む鉄条網と電気柵。それらと壁の間は看守の巡視路だった。

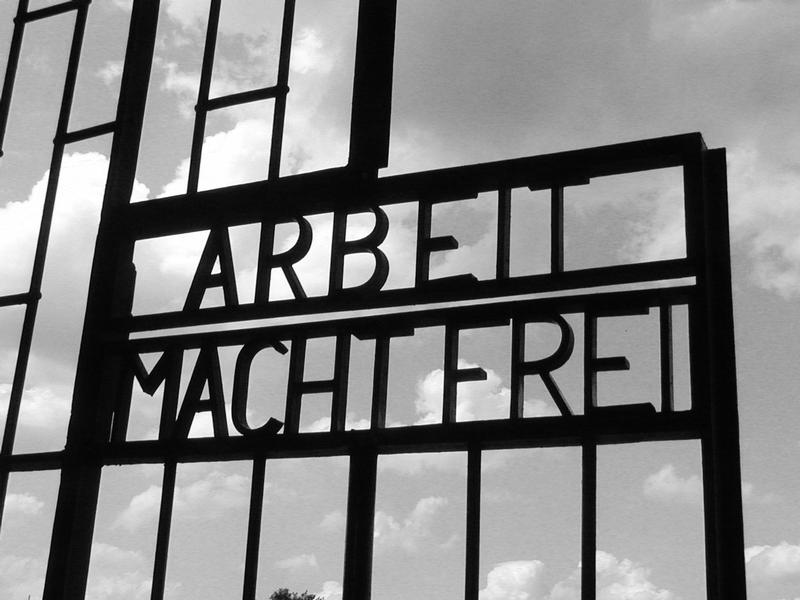
ナチス強制収容所のお約束の標語「働けば自由になる」（Arbeit Macht Frei）はこの収容所の門にもついていた。

アドルフ・ヒトラーを党首とする国家社会主義ドイツ労働者党（公式略称NSDAP党、蔑称ナチス党）政権が誕生したばかりの1933年3月にプロイセン州首相ヘルマン・ゲーリングは突撃隊（SA）に命じてオラニエンブルクのビール工場を改築してオラニエンブルク強制収容所（KZ Oranienburg）を創設した。しかしこのオラニエンブルク強制収容所はザクセンハウゼン強制収容所とは異なる。長いナイフの夜事件以降に強制収容所の監督権が親衛隊（SS）に移った後の1935年2月にこの収容所はいったん廃止されて強制収容所総監テオドール・アイケ親衛隊中将（当時）の本部に変わっている。
しかし親衛隊全国指導者ハインリヒ・ヒムラーの命令によりオラニエンブルクに再度強制収容所が置かれることになり、1936年7月よりエステルヴェーゲン強制収容所(KZ Esterwegen)から50人ばかりの囚人が送られてきて、かつてオラニエンブルク強制収容所のあった場所に立つ建物（強制収容所総監本部）の東側にザクセンハウゼン強制収容所の建設が開始された。8月には初代所長としてカール・オットー・コッホが赴任してきた。
この収容所の敷地は一辺が600mの二等辺三角形型をしており、総面積は190ヘクタールほどであった。収容所の周囲は高電圧の鉄条網と柵、さらに2.7mの高さの壁で囲まれていた。鉄条網と壁の間は2mほどあり、そこは看守の巡視路になっていた。さらにサーチライトと機関銃が備わった監視塔もかなりの数が設置されていた。
収容所の西側には強制収容所総監本部があり、ヨーロッパ中のナチ強制収容所の監督がそこで行われていた。そのためザクセンハウゼンは各収容所で囚人から奪った金品が集められる保管庫でもあった。
収容された囚人の数は1937年には2300人だったが、開戦時には1万人を超え、さらに大戦末期には4万7000人を超えていた。初期には共産党員や社民党員など政治犯やジプシーなどが収容されていたが、水晶の夜事件以後はユダヤ人も送られてくるようになった。開戦後には各地の占領地で逮捕された者が続々と送り込まれて収容者数が急増し、最終的にこの収容所へ送り込まれた人々の総計は約20か国20万人を超えるという。
この収容所は規模が巨大で、ドイツ共産党員など組織だった政治犯の囚人たちを主に収容していたため、収容所内に秘密抵抗組織が存在していた。彼らはこっそりとサボタージュしてドイツの生産率を落とすことに努めた。収容所を管理するナチスの側もしばしばサボタージュした者の摘発を行ったが、秘密組織の完全な撲滅はできなかったようである。
この収容所は絶滅収容所ではないが、ガス室が設置されていた。所長のアントン・カイントルは1943年に新たな処刑方法としてガス室を導入したと戦後の軍事裁判で証言したが、収容所カポのパウル・サコフスキーはガス室は1942年にはすでに存在していたと証言している。
1945年4月21日、ソ連赤軍の接近でついに収容所は閉鎖を余儀なくされた。収容されていた囚人たちは別の収容所へ向けて歩かされたが、すでにナチス・ドイツが無政府状態になっていたこともあり、多数の囚人がこの徒歩での移動中に親衛隊やドイツ国防軍の兵士たちにより無法に虐殺されていった。
戦後、収容所はソ連軍に接収され、主に元ナチス幹部や反ソ分子とみなされた人物を収容する施設として運営された。

## 「罰」

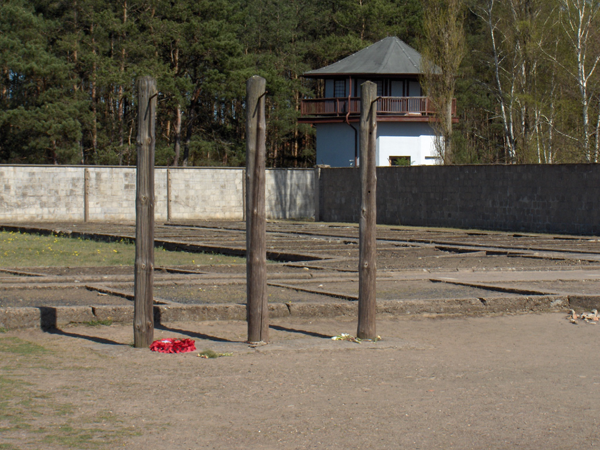
「杭」の罰のための木の柱

反抗的な態度をとったり失態をした囚人には親衛隊員が各種の「罰」を加えた。
比較的軽い罰は「ヒキガエル」と呼ばれる罰であった。手を頭の後ろに組んでしゃがんだまま飛び跳ねるといういわゆる「ウサギ跳び」を繰り返す。ただし親衛隊員が殴りつけてくる。
より重い罰として鋼の棒で殴りつける「棒打ち」（シュラーグ）と呼ばれる罰があった。打たれる回数は処罰の重さによって決まる。また打たれる回数は囚人が声を出して数えねばならなかった。数えないときはその殴打は回数に含まれなかった。気絶してしまった時には水が掛けられて無理やり目を覚まさせた。殴打の回数が多い場合、絶命に至ることも多かった。
「杭」と呼ばれる罰もある。まず鎖が垂れ下がっている3メートルの木の柱に囚人を後ろ手で組まされた状態で足が地から離れるまで吊るしあげ、腕がねじ上げられた状態にする。さらにその苦痛の姿勢のままで数時間にわたり親衛隊員に殴りつけられる罰である。
処刑することが決まった囚人は見せしめにするため全員が集まる夕方の点呼の際に公開絞首刑に処された。一方「Z施設」と呼ばれる火葬場の近くの隠れ処刑場も存在し、ここで秘密裏の処刑・虐殺も行われていた。ガス室もこの「Z施設」の中に設置されている。

## 人体実験
1961年のデュセルベルク刑事裁判で親衛隊員が自供したところによるとこの強制収容所にオットー・スコルツェニー親衛隊中佐が国家保安本部サボタージュ取り締まり班として赴任してきた時期があり、この際にスコルツェニ－は囚人の身体を使って毒入り弾丸を囚人に撃ち込んで効果を調べる実験をしたという。
ニュルンベルク継続裁判の医者裁判において1939年9月から1945年のドイツ敗戦に至るまでの長期間にわたって囚人の身体を使って「オイル0」と呼ばれている液化ガスの実験を行っていた事が明らかにされた。同じく医者裁判において親衛隊医師カール・ゲプハルトがここの囚人15名に対してサルファ剤を投与する人体実験を行い、死に至らしめていたことも明らかになった。
1943年6月にも親衛隊医師アーノルト・ドーメン（de:Arnold Dohmen）による「黄疸の研究」と称する人体実験で囚人8名を死亡させている。

## 秘密工作活動
ザクセンハウゼン強制収容所の囚人たちは、時としてナチスの重要な工作活動に動員されることがあった。ポーランド侵攻の前夜、国家保安本部長官ラインハルト・ハイドリヒ親衛隊大将は部下の工作員アルフレート・ナウヨックス親衛隊少佐に、ポーランドとの開戦の口実作りとしてポーランドのラジオ局を占拠させ、そこでポーランド語でドイツとの開戦を宣言させた（グライヴィッツ事件）。その際にこの収容所の囚人もポーランド軍の軍服を着せて連れて行かれ、工作活動に関与させられた。囚人たちはそこでナウヨックスらに殺害され遺体はその場に置き遺された。ナチス・ドイツはこれを口実にポーランドへ侵攻を開始。これが第二次世界大戦の開戦となった。
また大戦中、英国経済を混乱させるためにSDのヴァルター・シェレンベルク親衛隊少将が計画したベルンハルト作戦（偽ポンド作戦）において、この収容所の囚人たちを中心に偽札を製造させられた。ここで製造された偽札は約1億5000ポンドにも及ぶ。また、偽ドル札製造も計画されたが、それはついに完成をみなかった。

## 関係人物

### 歴代所長
- 1936年7月-1936年10月、ミヒャエル・リッペルト
- 1936年10月‐1937年7月、カール・オットー・コッホ
- 1937年8月‐1938年4月、ハンス・ヘルヴィヒ（Hans Helwig）
- 1938年5月‐1939年9月、ヘルマン・バラノヴスキー（Hermann Baranowski）
- 1939年9月‐1940年1月、ヴァルター・アイスフェルト（Walter Eisfeld）
- 1940年4月‐1942年9月、ハンス・ローリッツ
- 1942年9月‐1945年4月、アントン・カイントル

### 看守
- ルドルフ・フェルディナント・ヘス …　副所長。後にアウシュヴィッツ強制収容所所長。
- ヘルマン・フロアシュテット　…　後にマイダネク強制収容所所長。
- ヨーゼフ・クラーマー　…　後にベルゲン・ベルゼン強制収容所所長。
- ヨハン・ニーマン　…　後にソビボル強制収容所副所長。ソビボルで囚人に殺害される。
- ハインツ・バウムケッター（de:Heinz Baumkötter）　…　医師長。ガス室導入を提案した。

### 囚人

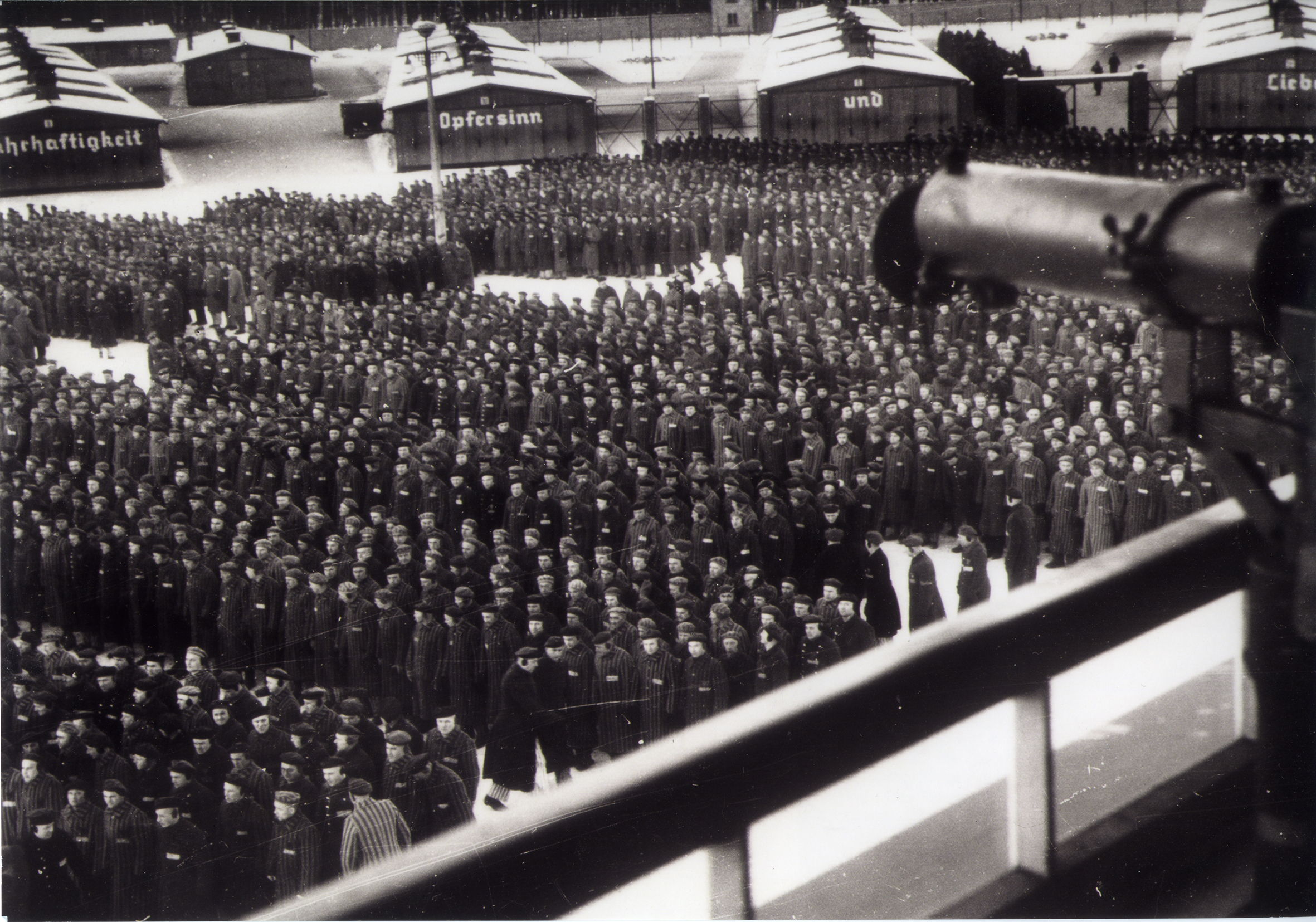
1936年、ザクセンハウゼン強制収容所の囚人たち

- アドルフ・ブルガー（ベルンハルト作戦参加者）
- フランシスコ・ラルゴ・カバリェーロ(en:Francisco Largo Caballero)（スペインの左翼政治家。フランスへ亡命し、ナチス占領後に逮捕）
- ハンス・フォン・ドホナーニ（反ナチ法律家。ヒトラー暗殺未遂事件に関与）
- ヤーコフ・ジュガシヴィリ（ソ連の独裁者ヨシフ・スターリンの息子）
- ゲオルク・エルザー（1939年にヒトラー暗殺を狙った人物）
- アイナル・ゲルハルドセン(en:Einar Gerhardsen)（ノルウェーの反ナチ政治家。戦後ノルウェー首相）
- ユリウス・レーバー（ドイツ社会民主党の政治家。反ナチ派）
- マルティン・ルター（ナチ外務省高官。リッベントロップに取って代わろうとして失脚。強制収容所送りとなる）
- マルティン・ニーメラー(ルター派牧師。反ナチ派)
- クルト・シュシュニック(オーストリア首相)
- ベルンハルト・ヴィッキ(戦後俳優)
- アントニーン・ザーポトツキー(チェコスロヴァキア共産党指導者。戦後チェコスロヴァキア首相)
- ステパーン・バンデーラ(ウクライナ民族主義運動家)
- レオ・クラーゼン（同性愛者＝ピンク・トライアングル、後に Klinkerwerk へ移送）

## 収容所閉鎖から現在
1945年8月ソ連内務人民委員会（NKVD）がザクセンハウゼン強制収容所の中心に第七特設収容所を設置し、火葬場と殺害施設以外の殆どの建物をこれまでと同様の目的で使用を再開した。1948年の夏には、ソ連占領下の3つの特設収容所の中で最も大きいものとなり、第一特設収容所として名称を変更。1950年3月に再び閉鎖されるまで合計約6万人の人々が収容され、そのうち少なくとも1万2千人が栄養不良や病気で亡くなった。
1956年にザクセンハウゼン国立警告・記念施設の計画案が開始され、1961年4月22日に開館した。この施設は収容所の中央部分に巨大な象徴的なモニュメントを設置し、ファシズムに対する反ファシズムの勝利を示すことに重点が置かれた。
ドイツ統一が成し遂げられ、収容所の歴史的な変遷過程が評価し直された事をきっかけに、1993年にザクセンハウゼン国立警告・記念施設はザクセンハウゼン記念施設・博物館と名称を変更し、ナチスの強制収容所時代の遺産の保存に重点を置いた修復、改造が行われ、一般に広く公開されている。
収容所関係者の裁判は21世紀に入っても続けられており、次第に幹部から下級職へと対象が広がっている。2021年には100歳の元看守が、3518人の殺害を幇助した罪で裁判にかけられた。同年10月8日、男性は裁判所に出廷したものの証言を拒否した。